# Danh sách đĩa nhạc của Linkin Park
Ban nhạc rock người Mỹ Linkin Park đã phát hành 7 album phòng thu, 3 album trực tiếp, 2 album tổng hợp, 2 album phối lại, 3 album nhạc nền, 12 album video, 10 đĩa mở rộng, 35 đĩa đơn, 20 đĩa đơn quảng bá và 66 video âm nhạc. Linkin Park được thành lập tại Agoura Hills, California, vào năm 1996 bởi Mike Shinoda (hát, đàn organ, samplers và guitar), Brad Delson (guitar) và Rob Bourdon (trống). Joe Hahn (bàn xoay) và Dave Farrell (bass) được tuyển mộ tiếp theo, và vào năm 1999, Chester Bennington (hát chính) trở thành thành viên, ở lại với ban nhạc cho đến khi ông qua đời vào năm 2017.
Linkin Park đã nổi tiếng thế giới vào năm 2000 với album đầu tay Hybrid Theory, đạt vị trí thứ hai trên Billboard 200 của Mỹ. Đây là album bán chạy thứ bảy trong những năm 2000, và được chứng nhận Kim cương ở Mỹ và bốn đĩa bạch kim ở Châu Âu. Đĩa đơn thứ tư trong album, "In the End", đạt vị trí thứ hai trên Billboard Hot 100 (cao nhất trong sự nghiệp của Linkin Park), và trụ vững trên bảng xếp hạng này trong 38 tuần. Với doanh thu tuần đầu tiên là 810.000, album thứ hai của Linkin Park là Meteora (2003) đã lọt vào bảng xếp hạng Billboard 200 ở vị trí số một, trở thành album bán chạy thứ ba trong năm.
Năm 2007, album phòng thu thứ ba của họ, Minutes to Midnight, cũng đứng đầu bảng xếp hạng Billboard 200, bán được 623.000 bản trong tuần đầu tiên. A Thousand Suns (2010) trở thành album phòng thu thứ ba của Linkin Park đứng đầu bảng xếp hạng Billboard 200, nhưng doanh số tuần đầu tiên của nó chưa bằng một nửa so với album tiền nhiệm — 240.000 bản. Album tiếp theo là Living Things vào năm 2012, bán được 223.000 bản trong tuần đầu tiên và trở thành album phòng thu thứ tư của ban nhạc ra mắt ở vị trí quán quân.
Linkin Park đã bán được 70 triệu album và 30 triệu đĩa đơn trên toàn thế giới. Ban nhạc đã sản xuất ra 11 đĩa đơn quán quân trên bảng xếp hạng Billboard Alternative Songs  và là nghệ sĩ thứ hai trên thế giới có ít nhất mười tuần với ba bài hát trở lên trên bảng xếp hạng đó. Hai trong số các đĩa đơn này, "Crawling" và "Numb / Encore", đã mang về cho ban nhạc hai giải Grammy. Linkin Park Underground, câu lạc bộ người hâm mộ chính thức của ban nhạc, hàng năm đều phát hành đĩa EP chứa các bản nhạc hiếm, bản demo, bản thu âm trực tiếp và bản phối lại cho đến hết năm 2017. Kể từ cái chết của Chester Bennington vào tháng 7 năm 2017, ban nhạc đã không làm ra một bản phát hành LPU nào.

## Album

### Album phòng thu
| Tên                                                        | Chi tiết Album                                                                                                   | Vị trí bảng xếp hạng cao nhất | Vị trí bảng xếp hạng cao nhất | Vị trí bảng xếp hạng cao nhất | Vị trí bảng xếp hạng cao nhất | Vị trí bảng xếp hạng cao nhất | Vị trí bảng xếp hạng cao nhất | Vị trí bảng xếp hạng cao nhất | Vị trí bảng xếp hạng cao nhất | Vị trí bảng xếp hạng cao nhất | Vị trí bảng xếp hạng cao nhất | Doanh số                                          | Chứng nhận |
| Tên                                                        | Chi tiết Album                                                                                                   | US                            | AUS                           | AUT                           | CAN                           | FRA                           | GER                           | IRL                           | NZ                            | SWI                           | UK                            | Doanh số                                          | Chứng nhận |
| ---------------------------------------------------------- | --- | ----------------------------- | ----------------------------- | ----------------------------- | ----------------------------- | ----------------------------- | ----------------------------- | ----------------------------- | ----------------------------- | ----------------------------- | ----------------------------- | ------------------------------------------------- | --- |
| Hybrid Theory                                              | - Phát hành: 24 tháng 10 năm 2000 - Hãng đĩa: Warner Bros. - Định dạng: CD, cassette, LP, tải xuống              | 2                             | 1                             | 2                             | 5                             | 17                            | 2                             | 4                             | 1                             | 5                             | 4                             | - WW: 30,000,000 - US: 10,500,000 - UK: 1,582,943 | - RIAA: 12× Bạch kim (Kim cương) - ARIA: 5× Bạch kim - BPI: 5× Bạch kim - BVMI: 3× Bạch kim - IFPI AUT: Bạch kim - IFPI SWI: Bạch kim - MC: 5× Bạch kim - RMNZ: 5× Bạch kim - SNEP: Bạch kim |
| Meteora                                                    | - Phát hành: 25 tháng 3 năm 2003 - Hãng đĩa: Warner Bros., Machine Shop - Định dạng: CD, cassette, LP, tải xuống | 1                             | 2                             | 1                             | 2                             | 3                             | 1                             | 1                             | 1                             | 1                             | 1                             | - WW: 27,000,000 - US: 6,200,000                  | - RIAA: 7× Bạch kim - ARIA: 4× Bạch kim - BPI: 2× Bạch kim - BVMI: 4× Bạch kim - IFPI AUT: Bạch kim - IFPI SWI: Bạch kim - MC: 4× Bạch kim - RMNZ: 3× Bạch kim - SNEP: 2× Bạch kim           |
| Minutes to Midnight                                        | - Phát hành: 15 tháng 5 năm 2007 - Hãng đĩa: Warner Bros., Machine Shop - Định dạng: CD, LP, tải xuống           | 1                             | 1                             | 1                             | 1                             | 1                             | 1                             | 1                             | 1                             | 1                             | 1                             | - WW: 20,000,000 - US: 3,300,000 - UK: 600,000    | - RIAA: 4× Bạch kim - ARIA: 3× Bạch kim - BPI: 2× Bạch kim - BVMI: 7× Vàng - IFPI AUT: 2× Bạch kim - IFPI SWI: 2× Bạch kim - MC: 3× Bạch kim - RMNZ: 2× Bạch kim - SNEP: Bạch kim            |
| A Thousand Suns                                            | - Phát hành: 14 tháng 9 năm 2010 - Hãng đĩa: Warner Bros., Machine Shop - Định dạng: CD, LP, tải xuống           | 1                             | 1                             | 1                             | 1                             | 4                             | 1                             | 3                             | 1                             | 1                             | 2                             | - US: 906,000                                     | - RIAA: Bạch kim - ARIA: Bạch kim - BPI: Vàng - BVMI: 3× Vàng - IFPI AUT: Vàng - IFPI SWI: Vàng - IRMA: Vàng - MC: Bạch kim - RMNZ: Vàng - SNEP: Vàng                                        |
| Living Things                                              | - Phát hành: 26 tháng 6 năm 2012 - Hãng đĩa: Warner Bros., Machine Shop - Định dạng: CD, LP, tải xuống           | 1                             | 2                             | 1                             | 1                             | 2                             | 1                             | 2                             | 1                             | 1                             | 1                             | - US: 681,000                                     | - RIAA: Bạch kim - ARIA: Vàng - BPI: Vàng - BVMI: 2× Bạch kim - IFPI AUT: Vàng - IFPI SWI: Bạch kim - RMNZ: Vàng - SNEP: Bạch kim                                                            |
| The Hunting Party                                          | - Phát hành: 17 tháng 6 năm 2014 - Hãng đĩa: Warner Bros., Machine Shop - Định dạng: CD, LP, tải xuống           | 3                             | 3                             | 2                             | 3                             | 3                             | 1                             | 6                             | 2                             | 1                             | 2                             | - US: 231,150                                     | - RIAA: Bạch kim - BPI: Vàng - BVMI: Bạch kim - IFPI AUT: Vàng - IFPI SWI: Vàng - MC: Vàng                                                                                                   |
| One More Light                                             | - Phát hành: 19 tháng 5 năm 2017 - Hãng đĩa: Warner Bros., Machine Shop - Định dạng: CD, LP, tải xuống           | 1                             | 3                             | 1                             | 1                             | 14                            | 2                             | 6                             | 4                             | 1                             | 4                             | - US: 270,000                                     | - RIAA: Vàng - BPI: Vàng - BVMI: Vàng - IFPI AUT: Vàng |
| Chú thích Doanh số: WW: Toàn cầu US: Mỹ UK: Vương Quốc Anh | |                               |                               |                               |                               |                               |                               |                               |                               |                               |                               |                                                   | |

### Album trực tiếp
| Tên | Chi tiết album                                                                                                  | Vị trí bảng xếp hạng cao nhất | Vị trí bảng xếp hạng cao nhất | Vị trí bảng xếp hạng cao nhất | Vị trí bảng xếp hạng cao nhất | Vị trí bảng xếp hạng cao nhất | Vị trí bảng xếp hạng cao nhất | Vị trí bảng xếp hạng cao nhất | Vị trí bảng xếp hạng cao nhất | Vị trí bảng xếp hạng cao nhất | Vị trí bảng xếp hạng cao nhất | Doanh số        | Chứng nhận |
| Tên | Chi tiết album                                                                                                  | US                            | AUS                           | AUT                           | CAN                           | FRA                           | GER                           | IRL                           | NZ                            | SWI                           | UK                            | Doanh số        | Chứng nhận |
| --- | --- | ----------------------------- | ----------------------------- | ----------------------------- | ----------------------------- | ----------------------------- | ----------------------------- | ----------------------------- | ----------------------------- | ----------------------------- | ----------------------------- | --------------- | --- |
| Live in Texas | - Phát hành: 18 tháng 11 năm 2003 - Hãng đĩa: Warner Bros., Machine Shop - Định dạng: CD, CD+DVD, tải xuống     | 23                            | 18                            | 5                             | —                             | 8                             | 9                             | 67                            | 17                            | 9                             | 47                            | - US: 1,100,000 | - RIAA: Bạch kim - ARIA: Vàng - BPI: Vàng - BVMI: 3× Vàng - IFPI AUT: Vàng - IFPI SWI: Vàng - MC: Bạch kim - RMNZ: Vàng - SNEP: Vàng |
| Road to Revolution: Live at Milton Keynes                                                                                 | - Phát hành: 21 tháng 11 năm 2008 - Hãng đĩa: Warner Bros., Machine Shop - Định dạng: CD, CD+DVD, BD, tải xuống | 41                            | 24                            | 14                            | 35                            | 12                            | 11                            | 81                            | 17                            | 16                            | 58                            | - US: 230,000   | - BPI: Bạc - BVMI: Bạch kim - IFPI SWI: Vàng - RMNZ: Vàng                                                                            |
| One More Light Live | - Phát hành: 15 tháng 12 năm 2017 - Hãng đĩa: Warner Bros., Machine Shop - Định dạng: CD, LP, tải xuống         | 28                            | 20                            | 11                            | 29                            | 54                            | 7                             | —                             | 32                            | 7                             | 32                            |                 | |
| "—" biểu thị một đĩa nhạc không được xếp hạng hoặc không được phát hành trong vùng lãnh thổ đó Chú thích Doanh số: US: Mỹ | |                               |                               |                               |                               |                               |                               |                               |                               |                               |                               |                 | |

### Album tổng hợp
| Tên                         | Chi tiết album | Vị trí bảng xếp hạng cao nhất |
| Tên                         | Chi tiết album | AUS                           |
| --------------------------- | --- | ----------------------------- |
| A Decade Underground        | - Phát hành: 10 tháng 8 năm 2010 - Hãng đĩa: Machine Shop - Định dạng: Tải xuống (chỉ dành cho thành viên LP Underground) | —                             |
| Studio Collection 2000–2012 | - Bộ sưu tập Digital Box set - Phát hành: 15 tháng 1 năm 2013 - Hãng đĩa: Warner Bros. - Định dạng: Tải xuống             | 49                            |

### Album phối lại
| Tên                                  | Chi tiết album                                                                                            | Vị trí bảng xếp hạng cao nhất | Vị trí bảng xếp hạng cao nhất | Vị trí bảng xếp hạng cao nhất | Vị trí bảng xếp hạng cao nhất | Vị trí bảng xếp hạng cao nhất | Vị trí bảng xếp hạng cao nhất | Vị trí bảng xếp hạng cao nhất | Vị trí bảng xếp hạng cao nhất | Vị trí bảng xếp hạng cao nhất | Vị trí bảng xếp hạng cao nhất | Doanh số                        | Chứng nhận                                                                                   |
| Tên                                  | Chi tiết album                                                                                            | US                            | AUS                           | AUT                           | CAN                           | FRA                           | GER                           | IRL                           | NZ                            | SWI                           | UK                            | Doanh số                        | Chứng nhận                                                                                   |
| ------------------------------------ | --- | ----------------------------- | ----------------------------- | ----------------------------- | ----------------------------- | ----------------------------- | ----------------------------- | ----------------------------- | ----------------------------- | ----------------------------- | ----------------------------- | ------------------------------- | -------------------------------------------------------------------------------------------- |
| Reanimation                          | - Phát hành: 30 tháng 7 năm 2002 - Hãng đĩa: Warner Bros. - Định dạng: CD, cassette, DVD-A, LP, tải xuống | 2                             | 16                            | 2                             | 8                             | 11                            | 3                             | 4                             | 8                             | 3                             | 3                             | - US: 1,900,000+ - FRA: 219,264 | - RIAA: Bạch kim - ARIA: Vàng - BPI: Bạch kim - BVMI: Vàng - IFPI AUT: Vàng - IFPI SWI: Vàng |
| Recharged                            | - Phát hành: 29 tháng 10 năm 2013 - Hãng đĩa: Warner Bros. - Định dạng: CD, LP, tải xuống                 | 10                            | 7                             | 9                             | 9                             | 19                            | 4                             | 41                            | 9                             | 6                             | 12                            | - US: 111,000                   | - BVMI: Vàng                                                                                 |
| Chú thích Doanh số: US: Mỹ FRA: Pháp | |                               |                               |                               |                               |                               |                               |                               |                               |                               |                               |                                 |                                                                                              |

### Album nhạc nền
| Tên                                                                                            | Chi tiết album                                                                                      | Vị trí bảng xếp hạng cao nhất | Vị trí bảng xếp hạng cao nhất | Vị trí bảng xếp hạng cao nhất |
| Tên                                                                                            | Chi tiết album                                                                                      | US                            | FRA                           | GER                           |
| ---------------------------------------------------------------------------------------------- | --------------------------------------------------------------------------------------------------- | ----------------------------- | ----------------------------- | ----------------------------- |
| Transformers: Revenge of the Fallen – The Score (với Steve Jablonsky)                          | - Phát hành: 23 tháng 6 năm 2009 - Hãng đĩa: Warner Bros. - Định dạng: CD, tải xuống                | 49                            | 167                           | 55                            |
| 8-Bit Rebellion!                                                                               | - Phát hành: 26 tháng 4 năm 2010 - Hãng đĩa: Warner Bros. - Định dạng: Không có sẵn để tải xuống    | —                             | —                             | —                             |
| Mall: Music from the Motion Picture (với Alec Puro)                                            | - Phát hành: 12 tháng 12 năm 2014 - Hãng đĩa: Warner Bros., Machine Shop - Định dạng: CD, tải xuống | —                             | —                             | —                             |
| "—" biểu thị một đĩa nhạc không được xếp hạng hoặc không được phát hành trong vùng lãnh thổ đó | |                               |                               |                               |

## Đĩa mở rộng (EP)
| Tên | Chi tiết EP | Vị trí bảng xếp hạng cao nhất | Vị trí bảng xếp hạng cao nhất | Vị trí bảng xếp hạng cao nhất | Vị trí bảng xếp hạng cao nhất | Vị trí bảng xếp hạng cao nhất | Vị trí bảng xếp hạng cao nhất | Vị trí bảng xếp hạng cao nhất | Vị trí bảng xếp hạng cao nhất | Vị trí bảng xếp hạng cao nhất | Vị trí bảng xếp hạng cao nhất | Doanh số        | Chứng nhận |
| Tên | Chi tiết EP | US                            | AUS                           | AUT                           | CAN                           | FRA                           | GER                           | IRL                           | NZ                            | SWI                           | UK                            | Doanh số        | Chứng nhận |
| --- | --- | ----------------------------- | ----------------------------- | ----------------------------- | ----------------------------- | ----------------------------- | ----------------------------- | ----------------------------- | ----------------------------- | ----------------------------- | ----------------------------- | --------------- | --- |
| Hybrid Theory EP | - Phát hành: 1 tháng 5 năm 1999 - Hãng đĩa: Mix Media - Định dạng: CD, tải xuống                                                        | —                             | —                             | —                             | —                             | —                             | —                             | —                             | —                             | —                             | —                             |                 | |
| In the End: Live & Rare                                                                                                   | - Phát hành: 15 tháng 1 năm 2002 - Hãng đĩa: Warner Bros. - Định dạng: CD                                                               | —                             | —                             | —                             | —                             | —                             | —                             | —                             | —                             | —                             | —                             |                 | |
| Collision Course (với Jay-Z)                                                                                              | - Phát hành: 30 tháng 11 năm 2004 - Hãng đĩa: Warner Bros., Machine Shop, Roc-A-Fella, Def Jam - Định dạng: CD, cassette, LP, tải xuống | 1                             | 8                             | 5                             | 6                             | 20                            | 5                             | 6                             | 4                             | 2                             | 15                            | - US: 1,934,000 | - RIAA: 2× Bạch kim - BPI: Bạch kim - BVMI: Bạch kim - IFPI AUT: Vàng - IFPI SWI: Bạch kim - IRMA: 2× Bạch kim - RMNZ: Bạch kim - MC: 2× Bạch kim |
| iTunes Live from SoHo | - Phát hành: 4 tháng 3 năm 2008 - Hãng đĩa: Warner Bros. - Định dạng: tải xuống                                                         | —                             | —                             | —                             | —                             | —                             | —                             | —                             | —                             | —                             | —                             |                 | |
| Songs from the Underground                                                                                                | - Phát hành: 28 tháng 11 năm 2008 - Hãng đĩa: Warner Bros. - Định dạng: CD, tải xuống                                                   | 96                            | —                             | 56                            | —                             | —                             | 42                            | —                             | —                             | 10                            | —                             |                 | |
| 2011 North American Tour                                                                                                  | - Phát hành: 20 tháng 12 năm 2010 - Hãng đĩa: Linkin Park - Định dạng: tải xuống                                                        | —                             | —                             | —                             | —                             | —                             | —                             | —                             | —                             | —                             | —                             |                 | |
| A Thousand Suns: Puerta de Alcalá                                                                                         | - Phát hành: 25 tháng 1 năm 2011 - Hãng đĩa: Warner Bros. - Định dạng: tải xuống                                                        | 122                           | —                             | —                             | —                             | —                             | —                             | —                             | —                             | —                             | —                             |                 | |
| iTunes Festival: London 2011                                                                                              | - Phát hành: 8 tháng 7 năm 2011 - Hãng đĩa: Warner Bros. - Định dạng: tải xuống                                                         | —                             | —                             | —                             | —                             | —                             | —                             | —                             | —                             | —                             | —                             |                 | |
| Stagelight Demos | - Phát hành: 9 tháng 11 năm 2012 - Hãng đĩa: Open Labs - Định dạng: tải xuống                                                           | —                             | —                             | —                             | —                             | —                             | —                             | —                             | —                             | —                             | —                             |                 | |
| A Light That Never Comes (Remixes) (với Steve Aoki)                                                                       | - Phát hành: 21 tháng 1 năm 2014 - Hãng đĩa: Dim Mak - Định dạng: tải xuống                                                             | —                             | —                             | —                             | —                             | —                             | —                             | —                             | —                             | —                             | —                             |                 | |
| Darker Than Blood: Remixes – EP (với Steve Aoki)                                                                          | - Phát hành: 28 tháng 8 năm 2015 - Hãng đĩa: Dim Mak - Định dạng: tải xuống                                                             | —                             | —                             | —                             | —                             | —                             | —                             | —                             | —                             | —                             | —                             |                 | |
| "—" biểu thị một đĩa nhạc không được xếp hạng hoặc không được phát hành trong vùng lãnh thổ đó Chú thích Doanh số: US: Mỹ | |                               |                               |                               |                               |                               |                               |                               |                               |                               |                               |                 | |

### Đĩa mở rộng LP Underground
| Tên                                                                                            | Chi tiết EP | Vị trí bảng xếp hạng cao nhất | Vị trí bảng xếp hạng cao nhất | Vị trí bảng xếp hạng cao nhất |
| Tên                                                                                            | Chi tiết EP | AUT                           | GER                           | SWI                           |
| ---------------------------------------------------------------------------------------------- | --- | ----------------------------- | ----------------------------- | ----------------------------- |
| Underground 2.0                                                                                | - Phát hành: 18 tháng 11 năm 2002 - Thể loại: EP - Hãng đĩa: Machine Shop - Định dạng: CD, tải xuống                        | —                             | —                             | —                             |
| Underground 3.0                                                                                | - Phát hành: 17 tháng 11 năm 2003 - Thể loại: EP - Hãng đĩa: Machine Shop - Định dạng: CD, tải xuống                        | —                             | —                             | —                             |
| Underground 4.0                                                                                | - Phát hành: 22 tháng 11 năm 2004 - Thể loại: EP - Hãng đĩa: Machine Shop - Định dạng: CD                                   | —                             | —                             | —                             |
| Underground 5.0                                                                                | - Phát hành: 21 tháng 11 năm 2005 - Thể loại: EP/Trực tiếp - Hãng đĩa: Machine Shop - Định dạng: CD, tải xuống              | —                             | —                             | —                             |
| Underground 6                                                                                  | - Phát hành: 5 tháng 12 năm 2006 - Thể loại: EP - Hãng đĩa: Machine Shop - Định dạng: CD, tải xuống                         | —                             | —                             | —                             |
| LP Underground 7                                                                               | - Phát hành: 5 tháng 12 năm 2007 - Thể loại: EP/Trực tiếp - Hãng đĩa: Warner Bros., Machine Shop - Định dạng: CD, tải xuống | —                             | —                             | —                             |
| mmm... Cookies: Sweet Hamster Like Jewels From America! (Underground 8.0)                      | - Phát hành: 4 tháng 12 năm 2008 - Thể loại: EP - Hãng đĩa: Warner Bros. - Định dạng: CD, tải xuống                         | —                             | —                             | —                             |
| Underground 9.0: Demos                                                                         | - Phát hành: 3 tháng 12 năm 2009 - Thể loại: Demo - Hãng đĩa: Machine Shop - Định dạng: CD, LP, tải xuống                   | 73                            | 66                            | 29                            |
| LP Underground X: Demos                                                                        | - Phát hành: 17 tháng 11 năm 2010 - Thể loại: Demo - Hãng đĩa: Machine Shop - Định dạng: CD, tải xuống                      | —                             | —                             | —                             |
| Underground 11                                                                                 | - Phát hành: 15 tháng 11 năm 2011 - Thể loại: Demo - Hãng đĩa: Machine Shop - Định dạng: CD, tải xuống                      | —                             | —                             | —                             |
| Underground 12                                                                                 | - Phát hành: 16 tháng 11 năm 2012 - Thể loại: Demo - Hãng đĩa: Machine Shop - Định dạng: CD, tải xuống                      | —                             | —                             | —                             |
| Underground XIII                                                                               | - Phát hành: 18 tháng 11 năm 2013 - Thể loại: Demo - Hãng đĩa: Machine Shop - Định dạng: CD, tải xuống                      | —                             | —                             | —                             |
| Underground XIV                                                                                | - Phát hành: 20 tháng 11 năm 2014 - Thể loại: Demo - Hãng đĩa: Machine Shop - Định dạng: CD, tải xuống                      | —                             | —                             | —                             |
| Underground 15                                                                                 | - Phát hành: 25 tháng 11 năm 2015 - Thể loại: Demo - Hãng đĩa: Machine Shop - Định dạng: CD, tải xuống                      | —                             | —                             | —                             |
| Underground Sixteen                                                                            | - Phát hành: 22 tháng 11 năm 2016 - Thể loại: Demo - Hãng đĩa: Machine Shop - Định dạng: CD, tải xuống                      | —                             | —                             | —                             |
| "—" biểu thị một đĩa nhạc không được xếp hạng hoặc không được phát hành trong vùng lãnh thổ đó | |                               |                               |                               |

## Đĩa đơn

### Ca sĩ chính
| Tên                                                                                            | Năm  | Vị trí bảng xếp hạng cao nhất | Vị trí bảng xếp hạng cao nhất | Vị trí bảng xếp hạng cao nhất | Vị trí bảng xếp hạng cao nhất | Vị trí bảng xếp hạng cao nhất | Vị trí bảng xếp hạng cao nhất | Vị trí bảng xếp hạng cao nhất | Vị trí bảng xếp hạng cao nhất | Vị trí bảng xếp hạng cao nhất | Vị trí bảng xếp hạng cao nhất | Chứng nhận                                                                                        | Album                                           |
| Tên                                                                                            | Năm  | US                            | US Alt.                       | US Rock                       | AUS                           | CAN                           | FRA                           | GER                           | NZ                            | SWI                           | UK                            | Chứng nhận                                                                                        | Album                                           |
| ---------------------------------------------------------------------------------------------- | ---- | ----------------------------- | ----------------------------- | ----------------------------- | ----------------------------- | ----------------------------- | ----------------------------- | ----------------------------- | ----------------------------- | ----------------------------- | ----------------------------- | ------------------------------------------------------------------------------------------------- | ----------------------------------------------- |
| "One Step Closer"                                                                              | 2000 | 75                            | 5                             | 14                            | 4                             | —                             | —                             | 32                            | —                             | 42                            | 24                            | - RIAA: Bạch kim - ARIA: Vàng - BPI: Bạc                                                          | Hybrid Theory                                   |
| "In the End"                                                                                   | 2000 | 2                             | 1                             | 3                             | 4                             | 2                             | 23                            | 4                             | 10                            | 4                             | 8                             | - RIAA: 4× Bạch kim - ARIA: Vàng - BPI: 2× Bạch kim - IFPI SWI: Vàng - RMNZ: Vàng                 | Hybrid Theory                                   |
| "Crawling"                                                                                     | 2001 | 79                            | 5                             | 8                             | 33                            | —                             | 106                           | 14                            | 37                            | 43                            | 16                            | - RIAA: Vàng - BPI: Vàng                                                                          | Hybrid Theory                                   |
| "Papercut"                                                                                     | 2001 | —                             | 32                            | 18                            | 87                            | 43                            | —                             | 49                            | —                             | 80                            | 14                            | - RIAA: Vàng - BPI: Bạc                                                                           | Hybrid Theory                                   |
| "Pts.OF.Athrty" (với Jay Gordon)                                                               | 2002 | —                             | 29                            | —                             | 44                            | 47                            | —                             | 31                            | —                             | 61                            | 9                             |                                                                                                   | Reanimation                                     |
| "Somewhere I Belong"                                                                           | 2003 | 32                            | 1                             | 9                             | 13                            | 16                            | 32                            | 12                            | 1                             | 15                            | 10                            | - ARIA: Vàng - BPI: Bạc                                                                           | Meteora                                         |
| "Faint"                                                                                        | 2003 | 48                            | 1                             | 15                            | 25                            | 27                            | 158                           | 40                            | —                             | 32                            | 15                            | - RIAA: Bạch kim - BPI: Bạc                                                                       | Meteora                                         |
| "Numb"                                                                                         | 2003 | 11                            | 1                             | 2                             | 10                            | 27                            | 9                             | 13                            | 13                            | 5                             | 14                            | - RIAA: 4× Bạch kim - ARIA: Vàng - BPI: Bạch kim - IFPI SWI: Vàng - MC: Vàng - RMNZ: Bạch kim     | Meteora                                         |
| "From the Inside"                                                                              | 2004 | —                             | —                             | —                             | 37                            | 43                            | 35                            | 35                            | 50                            | 38                            | —                             |                                                                                                   | Meteora                                         |
| "Breaking the Habit"                                                                           | 2004 | 20                            | 1                             | 12                            | 23                            | 43                            | 27                            | 25                            | 27                            | 56                            | 39                            | - RIAA: Vàng - BPI: Bạc                                                                           | Meteora                                         |
| "Numb/Encore" (với Jay-Z)                                                                      | 2004 | 20                            | —                             | 17                            | 3                             | 3                             | 5                             | 4                             | —                             | 10                            | 14                            | - RIAA: 3× Bạch kim - ARIA: Bạch kim - BPI: 2× Bạch kim - BVMI: Bạch kim - MC: Vàng               | Collision Course                                |
| "What I've Done"                                                                               | 2007 | 7                             | 1                             | 7                             | 13                            | 3                             | 107                           | 3                             | 9                             | 6                             | 6                             | - RIAA: 5× Bạch kim - BPI: Bạch kim - BVMI: Vàng - MC: Bạch kim - IFPI SWI: Bạch kim - RMNZ: Vàng | Minutes to Midnight                             |
| "Bleed It Out"                                                                                 | 2007 | 52                            | 2                             | 16                            | 24                            | 22                            | —                             | 40                            | 7                             | 42                            | 29                            | - RIAA: 2× Bạch kim - BPI: Bạc - RMNZ: Vàng                                                       | Minutes to Midnight                             |
| "Shadow of the Day"                                                                            | 2007 | 15                            | 2                             | 19                            | 15                            | 12                            | 20                            | 12                            | 13                            | 11                            | 46                            | - RIAA: 2× Bạch kim - BPI: Bạc - IFPI SWI: Vàng - RMNZ: Vàng - BVMI: Vàng                         | Minutes to Midnight                             |
| "Given Up"                                                                                     | 2008 | 99                            | 4                             | —                             | —                             | —                             | —                             | 53                            | —                             | —                             | —                             | - RIAA: Vàng                                                                                      | Minutes to Midnight                             |
| "Leave Out All the Rest"                                                                       | 2008 | 94                            | 11                            | 22                            | 24                            | —                             | 17                            | 15                            | 38                            | 36                            | 90                            | - RIAA: Bạch kim                                                                                  | Minutes to Midnight                             |
| "New Divide"                                                                                   | 2009 | 6                             | 1                             | 1                             | 3                             | 3                             | —                             | 4                             | 2                             | 7                             | 19                            | - RIAA: 3× Bạch kim - ARIA: Bạch kim - BPI: Vàng - BVMI: Vàng - MC: Bạch kim - RMNZ: Bạch kim     | Transformers: Revenge of the Fallen – The Album |
| "The Catalyst"                                                                                 | 2010 | 27                            | 1                             | 1                             | 33                            | 28                            | —                             | 11                            | 27                            | 29                            | 40                            | - RIAA: Vàng                                                                                      | A Thousand Suns                                 |
| "Waiting for the End"                                                                          | 2010 | 42                            | 1                             | 2                             | —                             | 55                            | —                             | 29                            | —                             | 58                            | 90                            | - RIAA: Bạch kim                                                                                  | A Thousand Suns                                 |
| "Burning in the Skies"                                                                         | 2011 | —                             | —                             | —                             | —                             | —                             | —                             | 43                            | —                             | 41                            | —                             |                                                                                                   | A Thousand Suns                                 |
| "Iridescent"                                                                                   | 2011 | 81                            | 19                            | 29                            | 39                            | —                             | —                             | 46                            | —                             | 69                            | 93                            | - RIAA: Vàng                                                                                      | A Thousand Suns                                 |
| "Not Alone"                                                                                    | 2011 | —                             | —                             | —                             | —                             | —                             | —                             | —                             | —                             | —                             | —                             |                                                                                                   | Download to Donate for Haiti                    |
| "Burn It Down"                                                                                 | 2012 | 30                            | 1                             | 1                             | 41                            | 33                            | 47                            | 2                             | 13                            | 12                            | 27                            | - RIAA: 2× Bạch kim - BPI: Bạc - BVMI: Bạch kim - IFPI SWI: Bạch kim                              | Living Things                                   |
| "Lost in the Echo"                                                                             | 2012 | 95                            | 12                            | 10                            | —                             | —                             | 150                           | 68                            | —                             | —                             | 175                           |                                                                                                   | Living Things                                   |
| "Powerless"                                                                                    | 2012 | —                             | —                             | —                             | —                             | —                             | —                             | —                             | —                             | —                             | —                             |                                                                                                   | Living Things                                   |
| "Castle of Glass"                                                                              | 2013 | —                             | 16                            | 32                            | —                             | —                             | 166                           | 10                            | —                             | 17                            | —                             | - BVMI: Bạch kim - IFPI AUT: Vàng - IFPI SWI: Bạch kim                                            | Living Things                                   |
| "A Light That Never Comes" (với Steve Aoki)                                                    | 2013 | 65                            | 7                             | 11                            | 56                            | 51                            | 81                            | 8                             | —                             | 15                            | 34                            |                                                                                                   | Recharged                                       |
| "Guilty All the Same" (góp mặt Rakim)                                                          | 2014 | —                             | 21                            | 19                            | —                             | —                             | 116                           | 32                            | —                             | 50                            | 138                           |                                                                                                   | The Hunting Party                               |
| "Until It's Gone"                                                                              | 2014 | —                             | 19                            | 17                            | 58                            | —                             | 104                           | 24                            | —                             | 23                            | 78                            |                                                                                                   | The Hunting Party                               |
| "Wastelands"                                                                                   | 2014 | —                             | —                             | 25                            | 64                            | —                             | 76                            | —                             | —                             | —                             | —                             |                                                                                                   | The Hunting Party                               |
| "Rebellion" (góp mặt Daron Malakian)                                                           | 2014 | —                             | —                             | 21                            | —                             | —                             | 83                            | —                             | —                             | —                             | —                             |                                                                                                   | The Hunting Party                               |
| "Final Masquerade"                                                                             | 2014 | —                             | 32                            | 18                            | 43                            | 85                            | 45                            | 70                            | 30                            | 64                            | 106                           |                                                                                                   | The Hunting Party                               |
| "Heavy" (góp mặt Kiiara)                                                                       | 2017 | 45                            | 22                            | 2                             | 33                            | 46                            | 111                           | 12                            | 35                            | 8                             | 43                            | - RIAA: Vàng - ARIA: Vàng - BPI: Bạc - BVMI: Vàng - IFPI SWI: Vàng                                | One More Light                                  |
| "Talking to Myself"                                                                            | 2017 | —                             | —                             | 13                            | —                             | 66                            | 180                           | 73                            | —                             | 35                            | —                             |                                                                                                   | One More Light                                  |
| "One More Light"                                                                               | 2017 | —                             | 21                            | 6                             | 85                            | 91                            | 113                           | 51                            | —                             | 48                            | —                             | - RIAA: Vàng - BPI: Bạc                                                                           | One More Light                                  |
| "She Couldn't"                                                                                 | 2020 | —                             | —                             | 47                            | —                             | —                             | —                             | —                             | —                             | —                             | —                             |                                                                                                   | Hybrid Theory (20th Anniversary Edition)        |
| "—" biểu thị một đĩa nhạc không được xếp hạng hoặc không được phát hành trong vùng lãnh thổ đó |      |                               |                               |                               |                               |                               |                               |                               |                               |                               |                               |                                                                                                   |                                                 |

### Ca sĩ góp mặt
| Tên                                                                                            | Năm  | Vị trí bảng xếp hạng cao nhất | Vị trí bảng xếp hạng cao nhất | Vị trí bảng xếp hạng cao nhất | Vị trí bảng xếp hạng cao nhất | Vị trí bảng xếp hạng cao nhất | Vị trí bảng xếp hạng cao nhất | Vị trí bảng xếp hạng cao nhất | Vị trí bảng xếp hạng cao nhất | Vị trí bảng xếp hạng cao nhất | Vị trí bảng xếp hạng cao nhất | Album               |
| Tên                                                                                            | Năm  | US                            | AUS                           | AUT                           | GER                           | IRL                           | NOR                           | NZ                            | SWE                           | SWI                           | UK                            | Album               |
| ---------------------------------------------------------------------------------------------- | ---- | ----------------------------- | ----------------------------- | ----------------------------- | ----------------------------- | ----------------------------- | ----------------------------- | ----------------------------- | ----------------------------- | ----------------------------- | ----------------------------- | ------------------- |
| "We Made It" (Busta Rhymes góp mặt Linkin Park)                                                | 2008 | 65                            | 37                            | 16                            | 11                            | 11                            | 11                            | 12                            | 24                            | 17                            | 10                            | Đĩa đơn ngoài album |
| "Darker Than Blood" (Steve Aoki góp mặt Linkin Park)                                           | 2015 | —                             | —                             | —                             | —                             | —                             | —                             | —                             | —                             | —                             | —                             | Neon Future II      |
| "—" biểu thị một đĩa nhạc không được xếp hạng hoặc không được phát hành trong vùng lãnh thổ đó |      |                               |                               |                               |                               |                               |                               |                               |                               |                               |                               |                     |

### Đĩa đơn quảng bá
| "With You"                                                                                     | 2000 | —  | —  | —  | —  | —   | —  | —  | —  | 12 | Hybrid Theory                             |
| "Points of Authority"                                                                          | 2001 | —  | —  | —  | —  | —   | 31 | —  | 9  | 6  | Hybrid Theory                             |
| "Enth E Nd" (với KutMasta Kurt; góp mặt Motion Man)                                            | 2002 | —  | —  | —  | —  | —   | —  | —  | —  | —  | Reanimation                               |
| "My<Dsmbr" (với Mickey P.; góp mặt Kelli Ali)                                                  | 2002 | —  | —  | —  | —  | —   | —  | —  | —  | —  | Reanimation                               |
| "H! Vltg3" (với Evidence; góp mặt Pharoahe Monch and DJ Babu)                                  | 2002 | —  | —  | —  | —  | —   | —  | —  | —  | —  | Reanimation                               |
| "Runaway"                                                                                      | 2003 | —  | 40 | 37 | —  | —   | —  | —  | —  | 10 | Hybrid Theory                             |
| "Lying from You"                                                                               | 2004 | 58 | 1  | 2  | —  | —   | —  | —  | —  | 18 | Meteora                                   |
| "No More Sorrow" (trực tiếp)                                                                   | 2008 | —  | —  | —  | —  | —   | —  | —  | —  | —  | Road to Revolution: Live at Milton Keynes |
| "Wretches and Kings"                                                                           | 2010 | —  | —  | —  | —  | —   | —  | —  | —  | —  | A Thousand Suns                           |
| "Blackout"                                                                                     | 2010 | —  | —  | —  | —  | —   | —  | —  | —  | 28 | A Thousand Suns                           |
| "Rolling in the Deep" (live)                                                                   | 2011 | —  | —  | —  | —  | —   | —  | —  | 42 | 1  | iTunes Festival: London 2011              |
| "Lies Greed Misery"                                                                            | 2012 | —  | —  | —  | —  | —   | —  | —  | —  | 37 | Living Things                             |
| "White Noise"                                                                                  | 2014 | —  | —  | —  | —  | —   | —  | —  | —  | —  | Mall: Music from the Motion Picture       |
| "Devil's Drop"                                                                                 | 2014 | —  | —  | —  | —  | —   | —  | —  | —  | —  | Mall: Music from the Motion Picture       |
| "The Last Line"                                                                                | 2014 | —  | —  | —  | —  | —   | —  | —  | —  | —  | Mall: Music from the Motion Picture       |
| "Final Masquerade" (acoustic)                                                                  | 2015 | —  | —  | —  | —  | —   | —  | —  | —  | —  | Đĩa đơn ngoài album                       |
| "A Line in the Sand" (trực tiếp)                                                               | 2015 | —  | —  | —  | —  | —   | —  | —  | —  | —  | Đĩa đơn ngoài album                       |
| "Battle Symphony"                                                                              | 2017 | —  | —  | —  | 11 | —   | 95 | 90 | —  | —  | One More Light                            |
| "Heavy" (góp mặt Kiiara) (Nicky Romero Remix)                                                  | 2017 | —  | —  | —  | —  | —   | —  | —  | —  | —  | Đĩa đơn ngoài album                       |
| "Good Goodbye" (góp mặt Pusha T and Stormzy)                                                   | 2017 | —  | —  | —  | 15 | 173 | 65 | 49 | —  | —  | One More Light                            |
| "Heavy" (góp mặt Kiiara) (Disero Remix)                                                        | 2017 | —  | —  | —  | —  | —   | —  | —  | —  | —  | Đĩa đơn ngoài album                       |
| "Invisible"                                                                                    | 2017 | —  | —  | —  | 32 | —   | —  | —  | —  | —  | One More Light                            |
| "Darker Than the Light That Never Bleeds" (với Steve Aoki)                                     | 2017 | —  | —  | —  | —  | —   | —  | —  | —  | —  | Đĩa đơn ngoài album                       |
| "One More Light" (Steve Aoki Remix)                                                            | 2017 | —  | —  | —  | —  | —   | —  | —  | —  | —  | Đĩa đơn ngoài album                       |
| "Sharp Edges"                                                                                  | 2017 | —  | 31 | —  | —  | —   | —  | —  | —  | —  | One More Light                            |
| "—" biểu thị một đĩa nhạc không được xếp hạng hoặc không được phát hành trong vùng lãnh thổ đó |      |    |    |    |    |     |    |    |    |    |                                           |

## Các bài hát được xếp hạng khác
| Tên                                                                                            | Năm  | Vị trí bảng xếp hạng cao nhất | Vị trí bảng xếp hạng cao nhất | Vị trí bảng xếp hạng cao nhất | Vị trí bảng xếp hạng cao nhất | Vị trí bảng xếp hạng cao nhất | Vị trí bảng xếp hạng cao nhất | Vị trí bảng xếp hạng cao nhất | Vị trí bảng xếp hạng cao nhất | Chứng nhận | Album               |
| Tên                                                                                            | Năm  | US                            | US Hard Rock                  | US Rock                       | FRA                           | GER                           | UK                            | UK R&B                        | UK Rock                       | Chứng nhận | Album               |
| ---------------------------------------------------------------------------------------------- | ---- | ----------------------------- | ----------------------------- | ----------------------------- | ----------------------------- | ----------------------------- | ----------------------------- | ----------------------------- | ----------------------------- | ---------- | ------------------- |
| "Dirt off Your Shoulder/Lying from You" (với Jay-Z)                                            | 2004 | —                             | —                             | —                             | —                             | —                             | 150                           | 39                            | —                             | - BPI: Bạc | Collision Course    |
| "Hands Held High"                                                                              | 2007 | —                             | —                             | —                             | —                             | —                             | —                             | —                             | —                             |            | Minutes to Midnight |
| "No More Sorrow"                                                                               | 2007 | —                             | —                             | —                             | —                             | —                             | —                             | —                             | —                             |            | Minutes to Midnight |
| "Blackbirds"                                                                                   | 2010 | —                             | —                             | —                             | —                             | —                             | —                             | —                             | 21                            |            | 8-Bit Rebellion!    |
| "In My Remains"                                                                                | 2012 | —                             | —                             | —                             | 151                           | 83                            | —                             | —                             | 10                            |            | Living Things       |
| "I'll Be Gone"                                                                                 | 2012 | —                             | 4                             | —                             | —                             | —                             | —                             | —                             | 26                            |            | Living Things       |
| "Keys to the Kingdom"                                                                          | 2014 | —                             | —                             | —                             | —                             | —                             | —                             | —                             | 33                            |            | The Hunting Party   |
| "All for Nothing" (góp mặt Page Hamilton)                                                      | 2014 | —                             | —                             | —                             | —                             | —                             | —                             | —                             | 23                            |            | The Hunting Party   |
| "Nobody Can Save Me"                                                                           | 2017 | —                             | —                             | 37                            | —                             | —                             | —                             | —                             | —                             |            | One More Light      |
| "Sorry for Now"                                                                                | 2017 | —                             | —                             | 41                            | —                             | —                             | —                             | —                             | —                             |            | One More Light      |
| "Halfway Right"                                                                                | 2017 | —                             | —                             | 46                            | —                             | —                             | —                             | —                             | —                             |            | One More Light      |
| "A Place for My Head"                                                                          | 2017 | —                             | —                             | —                             | —                             | —                             | —                             | —                             | 11                            |            | Hybrid Theory       |
| "By Myself"                                                                                    | 2017 | —                             | —                             | —                             | —                             | —                             | —                             | —                             | 19                            |            | Hybrid Theory       |
| "Pushing Me Away"                                                                              | 2017 | —                             | —                             | —                             | —                             | —                             | —                             | —                             | 23                            |            | Hybrid Theory       |
| "Forgotten"                                                                                    | 2017 | —                             | —                             | —                             | —                             | —                             | —                             | —                             | 24                            |            | Hybrid Theory       |
| "My December"                                                                                  | 2017 | —                             | —                             | —                             | —                             | —                             | —                             | —                             | 30                            |            | Hybrid Theory       |
| "Cure for the Itch"                                                                            | 2017 | —                             | —                             | —                             | —                             | —                             | —                             | —                             | 33                            |            | Hybrid Theory       |
| "Don't Stay"                                                                                   | 2017 | —                             | —                             | —                             | —                             | —                             | —                             | —                             | 27                            |            | Meteora             |
| "—" biểu thị một đĩa nhạc không được xếp hạng hoặc không được phát hành trong vùng lãnh thổ đó |      |                               |                               |                               |                               |                               |                               |                               |                               |            |                     |

## Những lần góp mặt khác
| Tên                                                                                  | Năm  | Album                                                      | Hãng đĩa                  | Tham khảo |
| ------------------------------------------------------------------------------------ | ---- | ---------------------------------------------------------- | ------------------------- | --------- |
| "Closing" (Xero)                                                                     | 1998 | Rapology 12                                                | The Urban Network         |           |
| "Drop" (Kenji & Artofficial của Xero)                                                | 1998 | Rapology 13                                                | The Urban Network         |           |
| "Fiends CD RAP UP" (Xero góp mặt 007)                                                | 1998 | Rapology 14                                                | The Urban Network         |           |
| "One Step Closer" (Early Mix)                                                        | 2000 | ECW Extreme Music Volume 2: Anarchy Rocks                  | V2                        |           |
| "My December"                                                                        | 2000 | The Real Slim Santa                                        | KROQ                      | [ 144 ]   |
| "With You" (Trực tiếp)                                                               | 2001 | Ozzfest 2001: The Second Millennium                        | Sony                      | [ 145 ]   |
| "Runaway" (Trực tiếp)                                                                | 2002 | The Family Values Tour 2001                                | Elektra WEA               | [ 146 ]   |
| "One Step Closer" (Trực tiếp) (góp mặt Aaron Lewis)                                  | 2002 | The Family Values Tour 2001                                | Elektra WEA               | [ 146 ]   |
| "It's Goin' Down" (The X-Ecutioners góp mặt Mike Shinoda và Mr. Hahn)                | 2002 | Built from Scratch                                         | Loud Records Sony BMG     | [ 147 ]   |
| "My December" (Trực tiếp)                                                            | 2003 | The Year They Recalled Santa Claus                         | KROQ                      | [ 148 ]   |
| "Nobody's Listening" (Green Lantern Remix)                                           | 2005 | Fort Minor: We Major                                       | Machine Shop Recordings   |           |
| "Bleed It Out" (Trực tiếp)                                                           | 2007 | Live Earth: The Concerts for a Climate in Crisis           | Warner Bros. Records      |           |
| "Blackout" (Early Mix)                                                               | 2010 | FIFA 11                                                    | EA Sports                 |           |
| "Issho Ni"                                                                           | 2011 | Download to Donate: Tsunami Relief                         | Machine Shop Warner Bros. | [ 149 ]   |
| "Iridescent" (Bản Radio)                                                             | 2011 | Transformers: Dark of the Moon – The Album                 | Reprise Records           |           |
| "Blackout" (Renholdër Remix)                                                         | 2012 | Underworld: Awakening                                      | Lakeshore                 | [ 150 ]   |
| "Wretches" (Remix) (Apathy góp mặt Linkin Park, Ryu, Scoop DeVille và Divine Styler) | 2012 | It's the Bootleg, Muthafuckas! Volume 3: Fire Walk with Me | Demigodz                  |           |
| "All for Nothing" (Bản Radio) (góp mặt Page Hamilton)                                | 2014 | Pro Evolution Soccer 2015                                  | Konami                    |           |
| "Things in My Jeep" (The Lonely Island góp mặt Linkin Park)                          | 2016 | Popstar: Never Stop Never Stopping                         | Universal Republic        |           |
| "Battle Symphony"                                                                    | 2017 | Pro Evolution Soccer 2018                                  | Konami                    |           |

## Album video
| Năm  | Chi tiết | Tham khảo |
| ---- | --- | --------- |
| 2001 | Frat Party at the Pankake Festival - Phát hành: 20 tháng 11 năm 2001 - Hãng đĩa: Warner Bros., Machine Shop - Định dạng: DVD, VHS - Chứng nhận US: Bạch kim - Chứng nhận BPI: Vàng | [ 151 ]   |
| 2003 | The Making of Meteora - Phát hành: 25 tháng 3 năm 2003 - Hãng đĩa: Warner Bros., Machine Shop - Định dạng: DVD                                                                     | [ 152 ]   |
| 2003 | Live in Texas - Phát hành: 18 tháng 11 năm 2003 - Hãng đĩa: Warner Bros., Machine Shop - Định dạng: DVD - Chứng nhận US: Bạch kim                                                  | [ 153 ]   |
| 2004 | Breaking the Habit - Phát hành: 27 tháng 7 năm 2004 - Hãng đĩa: Locomotive Music - Định dạng: DVD                                                                                  | [ 154 ]   |
| 2004 | Collision Course - Phát hành: 30 tháng 11 năm 2004 - Hãng đĩa: Warner Bros., Machine Shop - Định dạng: DVD                                                                         | [ 155 ]   |
| 2007 | The Making of Minutes to Midnight - Phát hành: 14 tháng 5 năm 2007 - Hãng đĩa: Warner Bros., Machine Shop - Định dạng: DVD                                                         | [ 156 ]   |
| 2008 | Road to Revolution: Live at Milton Keynes - Phát hành: 24 tháng 11 năm 2008 - Hãng đĩa: Warner Bros., Machine Shop - Định dạng: DVD, BD                                            | [ 157 ]   |
| 2010 | The Meeting of a Thousand Suns - Phát hành: 8 tháng 9 năm 2010 - Hãng đĩa: Warner Bros., Machine Shop - Định dạng: DVD                                                             | [ 158 ]   |
| 2011 | A Thousand Suns+ - Phát hành: 1 tháng 4 năm 2011 - Hãng đĩa: Warner Bros., Machine Shop - Định dạng: CD+DVD                                                                        | [ 159 ]   |
| 2012 | Inside Living Things - Phát hành: 19 tháng 6 năm 2012 - Hãng đĩa: Warner Bros., Machine Shop - Định dạng: DVD                                                                      | [ 160 ]   |
| 2013 | Living Things + - Phát hành: 22 tháng 3 năm 2013 - Hãng đĩa: Warner Bros., Machine Shop - Định dạng: CD+DVD                                                                        | [ 161 ]   |
| 2014 | The Hunting Party (DVD) - Phát hành: 13 tháng 6 năm 2014 - Hãng đĩa: Warner Bros., Machine Shop - Định dạng: CD+DVD                                                                | [ 162 ]   |

## Video âm nhạc

### Video truyền thống
| Năm  | Chi tiết                                            | Đạo diễn                          | Album                                           | Thể loại                        | Liên kết |
| ---- | --------------------------------------------------- | --------------------------------- | ----------------------------------------------- | ------------------------------- | -------- |
| 2000 | "One Step Closer"                                   | Gregory Dark                      | Hybrid Theory                                   | Trình diễn                      | [ 164 ]  |
| 2001 | "Crawling"                                          | Brothers Strause                  | Hybrid Theory                                   | Trình diễn                      | [ 166 ]  |
| 2001 | "Papercut"                                          | Nathan "Karma" Cox và Joe Hahn    | Hybrid Theory                                   | Trình diễn                      | [ 169 ]  |
| 2001 | "In the End"                                        | Nathan "Karma" Cox và Joe Hahn    | Hybrid Theory                                   | Siêu thực                       | [ 170 ]  |
| 2001 | "Points of Authority"                               | Nathan "Karma" Cox                | Hybrid Theory                                   | Cảnh quay trực tiếp, phòng thu  | [ 171 ]  |
| 2001 | "Cure for the Itch"                                 | Joe Hahn                          | Hybrid Theory                                   | Hoạt hình                       | [ 172 ]  |
| 2002 | "Opening"                                           | Joe Hahn                          | Reanimation                                     | Dẫn truyện                      | [ 173 ]  |
| 2002 | "Pts.OF.Athrty" (Phiên bản MTV)                     | Nathan "Karma" Cox                | Reanimation                                     | Dẫn truyện                      | [ 174 ]  |
| 2002 | "Enth E Nd"                                         | Jason Goldwatch                   | Reanimation                                     | Trình diễn                      | [ 176 ]  |
| 2002 | "[Chali]"                                           | Joe Hahn                          | Reanimation                                     | Dẫn truyện                      | [ 177 ]  |
| 2002 | "FRGT/10"                                           | Joshua Cordes                     | Reanimation                                     | Hoạt hình                       | [ 179 ]  |
| 2002 | "P5hng Me A*wy"                                     | Scott Patton                      | Reanimation                                     | Dẫn truyện                      | [ 181 ]  |
| 2002 | "Plc.4 Mie Hæd"                                     | Shawn M. Foster                   | Reanimation                                     | Dẫn truyện                      | [ 182 ]  |
| 2002 | "X-Ecutioner Style"                                 | David Zager                       | Reanimation                                     | Hoạt hình                       | [ 183 ]  |
| 2002 | "H! Vltg3"                                          | Estevan Oriol                     | Reanimation                                     | Dẫn truyện                      | [ 184 ]  |
| 2002 | "[Riff Raff]"                                       | Joe Hahn                          | Reanimation                                     | Dẫn truyện                      | [ 185 ]  |
| 2002 | "Wth>You"                                           | Ryan Thompson                     | Reanimation                                     | Trình diễn                      | [ 186 ]  |
| 2002 | "Ntr\Mssn"                                          | Joe Hahn                          | Reanimation                                     | Dẫn truyện                      | [ 187 ]  |
| 2002 | "Ppr:Kut"                                           | Mike Piscatelli                   | Reanimation                                     | Cảnh quay                       | [ 188 ]  |
| 2002 | "Rnw@y"                                             | Kimo Proudfoot                    | Reanimation                                     | Dẫn truyện                      | [ 189 ]  |
| 2002 | "My<Dsmbr"                                          | Chip Miller                       | Reanimation                                     | Dẫn truyện                      | [ 190 ]  |
| 2002 | "[Stef]"                                            | Joe Hahn                          | Reanimation                                     | Dẫn truyện                      | [ 191 ]  |
| 2002 | "By_Myslf"                                          | Matt Bass                         | Reanimation                                     | Dẫn truyện                      | [ 192 ]  |
| 2002 | "Kyur4 Th Ich"                                      | Joe Hahn                          | Reanimation                                     | Cảnh quay                       | [ 195 ]  |
| 2002 | "1Stp Klosr"                                        | Shaun Smith                       | Reanimation                                     | Dẫn truyện                      | [ 196 ]  |
| 2002 | "KRWLNG"                                            | Jonathan Ruppel                   | Reanimation                                     | Hoạt hình                       | [ 197 ]  |
| 2002 | "Pts.OF.Athrty" (Phiên bản Hoạt hình)               | Joe Hahn                          | Reanimation                                     | Hoạt hình                       | [ 199 ]  |
| 2003 | "Somewhere I Belong"                                | Joe Hahn                          | Meteora                                         | Trình diễn                      | [ 200 ]  |
| 2003 | "Faint"                                             | Mark Romanek                      | Meteora                                         | Trình diễn                      | [ 202 ]  |
| 2003 | "Numb"                                              | Joe Hahn                          | Meteora                                         | Dẫn truyện                      | [ 206 ]  |
| 2004 | "From the Inside"                                   | Joe Hahn                          | Meteora                                         | Dẫn truyện                      | [ 207 ]  |
| 2004 | "Breaking the Habit" (Phiên bản Hoạt hình)          | Joe Hahn                          | Meteora                                         | Hoạt hình                       | [ 208 ]  |
| 2004 | "Breaking the Habit" (Phiên bản 5.28.04, 3:37 P.M.) | Kimo Proudfoot                    | Meteora                                         | Cảnh quay phòng thu             | [ 210 ]  |
| 2004 | "Lying from You"                                    | Kimo Proudfoot                    | Meteora                                         | Cảnh quay trực tiếp             | [ 211 ]  |
| 2004 | "Numb/Encore"                                       | Joe DeMaio và Kimo Proudfoot      | Collision Course                                | Dẫn truyện, cảnh quay trực tiếp | [ 213 ]  |
| 2007 | "What I've Done"                                    | Joe Hahn                          | Minutes to Midnight                             | Trình diễn                      | [ 217 ]  |
| 2007 | "Bleed It Out"                                      | Joe Hahn                          | Minutes to Midnight                             | Trình diễn                      | [ 218 ]  |
| 2008 | "Shadow of the Day"                                 | Joe Hahn                          | Minutes to Midnight                             | Dẫn truyện                      | [ 219 ]  |
| 2008 | "Given Up"                                          | Mark Fiore và Linkin Park         | Minutes to Midnight                             | Trình diễn                      | [ 221 ]  |
| 2008 | "We Made It"                                        | Chris Robinson                    |                                                 | Trình diễn                      | [ 223 ]  |
| 2008 | "Leave Out All the Rest"                            | Joe Hahn                          | Minutes to Midnight                             | Dẫn truyện                      | [ 226 ]  |
| 2009 | "New Divide"                                        | Joe Hahn                          | Transformers: Revenge of the Fallen – The Album | Trình diễn                      | [ 227 ]  |
| 2010 | "Not Alone"                                         | Bill Boyd                         | Download to Donate for Haiti                    | Cảnh quay                       | [ 229 ]  |
| 2010 | "Blackbirds"                                        | —                                 | 8-Bit Rebellion!                                | Phim dàn dựng                   | [ 230 ]  |
| 2010 | "The Catalyst"                                      | Joe Hahn                          | A Thousand Suns                                 | Dẫn truyện                      | [ 235 ]  |
| 2010 | "Waiting for the End"                               | Joe Hahn                          | A Thousand Suns                                 | Trình diễn                      | [ 236 ]  |
| 2011 | "Burning in the Skies"                              | Joe Hahn                          | A Thousand Suns                                 | Dẫn truyện                      | [ 237 ]  |
| 2011 | "Iridescent" (phiên bảnTransformers)                | Joe Hahn                          | A Thousand Suns                                 | Dẫn truyện                      | [ 238 ]  |
| 2012 | "Burn It Down"                                      | Joe Hahn                          | Living Things                                   | Trình diễn                      | [ 239 ]  |
| 2012 | "Powerless"                                         | Timur Bekmambetov                 | Living Things                                   | Trình diễn                      | [ 240 ]  |
| 2012 | "Lost in the Echo"                                  | Jason Zada và Jason Nickel        | Living Things                                   | Dẫn truyện                      | [ 242 ]  |
| 2012 | "Castle of Glass"                                   | Drew Stauffer và Jerry O'Flaherty | Living Things                                   | Dẫn truyện                      | [ 243 ]  |
| 2013 | "A Light That Never Comes"                          | Joe Hahn                          | Recharged                                       | Hoạt hình                       | [ 244 ]  |
| 2014 | "A Light That Never Comes (Vicetone Remix)"         | Vicetone                          | A Light That Never Comes (Remixes)              | Hoạt hình                       | [ 245 ]  |
| 2014 | "A Light That Never Comes (Coone Remix)"            | Editz.nl                          | A Light That Never Comes (Remixes)              | Trình diễn                      | [ 246 ]  |
| 2014 | "Guilty All the Same"                               | Project Spark                     | The Hunting Party                               | Gameplay                        | [ 247 ]  |
| 2014 | "Until It's Gone"                                   | Joe Hahn                          | The Hunting Party                               | Dẫn truyện                      | [ 248 ]  |
| 2014 | "Wastelands"                                        | —                                 | The Hunting Party                               | Trình diễn                      | [ 249 ]  |
| 2014 | "Final Masquerade"                                  | Mark Pellington                   | The Hunting Party                               | Dẫn truyện                      | [ 250 ]  |
| 2014 | "Iridescent" (phiên bản Stars of the Season)        | David Kinsler                     | A Thousand Suns                                 | Dẫn truyện                      | [ 251 ]  |
| 2014 | "White Noise"                                       | Joe Hahn                          | Mall                                            | Trích đoạn                      | [ 252 ]  |
| 2015 | "Devil's Drop"                                      | Joe Hahn                          | Mall                                            | Trích đoạn                      | [ 253 ]  |
| 2015 | "The Last Line"                                     | Joe Hahn                          | Mall                                            | Trích đoạn                      | [ 254 ]  |
| 2015 | "Darker Than Blood"                                 | Dan Packer                        | Neon Future II                                  | Dẫn truyện                      | [ 255 ]  |
| 2017 | "Heavy"                                             | Tim Mattia                        | One More Light                                  | Dẫn truyện                      | [ 256 ]  |
| 2017 | "Good Goodbye"                                      | Isaac Rentz                       | One More Light                                  | Dẫn truyện                      | [ 257 ]  |
| 2017 | "Talking to Myself"                                 | Mark Fiore                        | One More Light                                  | Cảnh quay trực tiếp             | [ 258 ]  |
| 2017 | "One More Light"                                    | Joe Hahn & Mark Fiore             | One More Light                                  | Cảnh quay trực tiếp             | [ 259 ]  |

### Video lời bài hát
| Năm  | Bài hát                    | Album             | Thể loại                                | Liên kết |
| ---- | -------------------------- | ----------------- | --------------------------------------- | -------- |
| 2010 | "The Catalyst"             | A Thousand Suns   | Hình ảnh tĩnh và hỗn loạn               | [ 260 ]  |
| 2010 | "Waiting for the End"      | A Thousand Suns   | Hình ảnh tĩnh và hỗn loạn               | [ 261 ]  |
| 2010 | "Blackout"                 | A Thousand Suns   | Hình ảnh tĩnh và hỗn loạn               | [ 262 ]  |
| 2010 | "Burning in the Skies"     | A Thousand Suns   | Hình ảnh tĩnh và hỗn loạn               | [ 263 ]  |
| 2012 | "Burn It Down"             | Living Things     | Hình ảnh bìa Living Things xoay vòng    | [ 264 ]  |
| 2012 | "Lies Greed Misery"        | Living Things     | Hình ảnh bìa Living Things xoay vòng    | [ 265 ]  |
| 2012 | "Lost in the Echo"         | Living Things     | Hình ảnh bìa Living Things xoay vòng    | [ 266 ]  |
| 2013 | "A Light That Never Comes" | Recharged         | Hình ảnh bìa Recharged xoay vòng        | [ 267 ]  |
| 2014 | "Guilty All the Same"      | The Hunting Party | Hoạt hình mây mù                        | [ 268 ]  |
| 2014 | "Until It's Gone"          | The Hunting Party | Đoạn phim thuyết minh                   | [ 269 ]  |
| 2014 | "Wastelands"               | The Hunting Party | Chữ màu trắng trên nền đen              | [ 270 ]  |
| 2014 | "Rebellion"                | The Hunting Party | Chữ màu trắng trên nền đen              | [ 271 ]  |
| 2014 | "Final Masquerade"         | The Hunting Party | Chữ màu trắng trên nền đen              | [ 272 ]  |
| 2015 | "Darker Than Blood"        | Neon Future II    | Ảnh động các khối hình dạng             | [ 273 ]  |
| 2016 | "In the End"               | Hybrid Theory     | Chữ màu trắng trên nền đen              | [ 274 ]  |
| 2017 | "Heavy"                    | One More Light    | Hoạt hình Chester và Kiiara             | [ 275 ]  |
| 2017 | "Battle Symphony"          | One More Light    | Đoạn phim thuyết minh                   | [ 276 ]  |
| 2017 | "Good Goodbye"             | One More Light    | Cảnh quay và hoạt hình dùng lại         | [ 277 ]  |
| 2017 | "Invisible"                | One More Light    | Ảnh chụp nhiều phong cảnh và con người  | [ 278 ]  |
| 2017 | "One More Light"           | One More Light    | Tổng hợp video lời bài hát của fan      | [ 279 ]  |
| 2017 | "Talking to Myself"        | One More Light    | Ảnh tĩnh các màn biểu diễn của ban nhạc | [ 280 ]  |